# Dirk Braunleder
Dirk Braunleder (* 11. März 1957 in Aachen) ist ein ehemaliger deutscher Schwimmer und Redakteur. Er wurde Weltmeisterschaftszweiter 1975 mit der 4-mal-100-Meter-Freistilstaffel.

## Karriere
Dirk Braunleder besuchte zunächst die Schule des Deutschen Schwimm-Verbands in Saarbrücken und wechselte 1973 zum Verein Schwimm- und Sportfreunde Bonn 1905, wo er unter Trainer Örjan Madsen trainierte. Er gewann mit den Bonnern 1975 und 1976 die deutsche Mannschaftsmeisterschaft und war auch mit Staffeln bei deutschen Meisterschaften erfolgreich.
Bei den Weltmeisterschaften 1975 in Cali schwamm die deutsche 4-mal-100-Meter-Staffel mit Klaus Steinbach, Dirk Braunleder, Kersten Meier und Peter Nocke in 3:29,55 Minuten zur Silbermedaille hinter der Staffel aus den Vereinigten Staaten. Braunleder wirkte auch im Vorlauf der 4-mal-100-Meter-Lagenstaffel mit, im Finale trat Peter Nocke auf der Schlussposition an und gewann mit der Staffel die Silbermedaille.
Im Jahr darauf bei den Olympischen Spielen 1976 in Montreal qualifizierte sich die deutsche 4-mal-100-Meter-Lagenstaffel mit Klaus Steinbach, Peter Lang, Michael Kraus und Dirk Braunleder in 3:51,57 Minuten für das Finale. Im Finale erreichten Klaus Steinbach, Walter Kusch, Michael Kraus und Peter Nocke in 3:47,29 Minuten als Dritte das Ziel. Gemäß den damals gültigen Regeln erhielten nur die im Endlauf eingesetzten Schwimmer eine Medaille. Braunleder trat in Montreal auch über 100 Meter Freistil an, schied aber als 28. der Vorläufe aus.
Dirk Braunleder studierte Sportwissenschaften, machte danach ein Volontariat bei Radio Bremen und arbeitete ab 1991 im Bereich Hörfunk und Fernsehen beim Westdeutschen Rundfunk. 2020 gehörte er dort der Redaktion Wirtschaft und Verbraucher an und war Redakteur der Sendung Könnes kämpft.